# Кларк, Винс
Винс Кларк (англ. Vince Clarke; настоящее имя — Винсент Джон Мартин (англ. Vincent John Martin); род. 3 июля 1960 года, Рэдбридж (англ. Redbridge), Большой Лондон, Англия) — британский синтипоп-музыкант и автор песен, связан с большим числом известных групп, включая Depeche Mode, Yazoo, The Assembly и Erasure. Винс — один из основателей Depeche Mode, покинувший группу 12 января 1982 года. Он провёл в группе два года и является автором восьми из одиннадцати песен первого альбома Depeche Mode Speak & Spell (1981).

## Биография

### Детство и отрочество (1960-1977)
Винс Мартин (его имя при рождении) родился 3 июля 1960 года в Базилдоне (Англия). Отец — Деннис Мартин, был букмекером, а мать Роуз Мартин — швеёй. Дэниел Миллер в книге об истории Depeche Mode писал, что семья Мартинов была «одной из тысяч семей, воодушевлённых обещаниями доступного жилья и перспективой трудоустройства».
Во время детства Винса в только ещё строящемся городе было множество нетронутых уголков живой природы, где он мог поиграть со своей старшей сестрой Кэрол и младшими братьями.
Однако Мартин Гор спустя 20 лет оставил о Базилдоне отзыв, весьма далёкий от лестного:

«Я просто ненавидел Бэзилдон. Мне хотелось уехать оттуда как можно скорее. Участие в группе отчасти было попыткой к побегу. Бэзилдон — одно из тех мест, где люди пьют просто потому, что им больше нечем заняться»— Мартин Гор
Позже Винс вступил в так называемую «Бригаду мальчиков», где встретился с Энди Флетчером, Робертом Алленом и его будущей напарницей по группе Yazoo, Элисон Мойе, которая, естественно, не состояла в бригаде, но училась в школе, расположенной рядом с ними.
Винс Кларк был гитаристом в разных любительских фолк/госпел-группах, прежде чем встал у руля Depeche Mode. В 1982 году он покинул Depeche Mode и организовал поп-дуэт Yazoo с певицей Элисон Мойе. Альбом «Upstairs At Eric’s» сразу же попадает на первое место в национальном английском хит-параде. Через два года Мойе начала сольную карьеру, а Винс Кларк и примкнувший к нему Фиргал Шарки (экс-The Undertones) некоторое время записывались под названием The Assembly. В 1983 году дуэт пробился в британский Тор 10 с композицией «Never Never», но и Шарки предпочел сольную карьеру.
После ухода Шарки продюсер Эрик Рэдклифф предложил Кларку записать альбом, в котором участвовали бы десять разных вокалистов, но Кларк отказался и стал подыскивать нового партнера — им оказался Энди Белл, работавший в полулюбительской группе Dinger. Сравнения нового вокалиста с Элисон Мойе были не в пользу первого, дебютные синглы и альбом «Wonderland» не произвели особого впечатления на британскую публику. И лишь композиция 1986 года «Sometimes» сначала стала европейским хитом, после чего её заметили и на родине музыкантов, где песня поднялась на второе место национального Тор 10 .
К 1987 году Erasure уже сформировали свой стиль — альбом «Circus» попал в английский топ-10, а последовавшие за этим гастроли принесли группе популярность в Европе. Вместе с Duran Duran дуэт выступал в США, где их композиция «Victim Of Love» возглавила американский хит-парад танцевальных синглов. Альбом-ремикс «Two Ring Circus» укрепил репутацию Erasure как одной из лучших данс-групп восьмидесятых, однако подлинный успех пришёл с пластинкой «The Innocents» (1-е место в Англии, 49-е — в США), а синглы «A Little Respect» и «Chains Of Love» стали мегаселлерами.
ЕР «Crackers International» стал восьмым подряд Тор 20 — синглом дуэта в Великобритании, а пластинка «Wild!» вышла на первое место британского хит-парада. Последние работы Erasure не отличаются особой оригинальностью, однако любители танцевальной музыки по-прежнему называют дуэт одними из лучших представителей жанра. В начале 1997 года Erasure выпустили новый студийный альбом и провели европейское турне.
В 2011 году вернулся в Depeche Mode для работы над сборником ремиксов Remixes 2: 81-11. Осенью 2011 года объединился с Мартином Гором для создания нового техно-проекта VCMG.
В 2004 году у Винса Кларка родился сын Оскар.